# Luotolansaari
Luotolansaari är en ö i Finland. Den ligger i sjön Ylä-Keitele och i kommunen Viitasaari i den ekonomiska regionen  Saarijärvi-Viitasaari och landskapet Mellersta Finland, i den centrala delen av landet, 300 km norr om huvudstaden Helsingfors. Öns area är 8,68 kvadratkilometer och dess största längd är 6 kilometer i sydöst-nordvästlig riktning.